# Muelle Fiscal de Valparaíso
El muelle Fiscal de Valparaíso fue una edificación ubicada en el puerto de dicha ciudad en Chile. Inaugurado en 1883, fue la primera obra portuaria de dimensiones respetables en el país, y tenía un largo de 305 m. Prestó servicios hasta 1919, cuando fue demolido para dar paso a las obras del nuevo puerto.

## Historia
Fue proyectado por el ingeniero inglés Juan Hughes quien inició las obras en 1873. Tras la muerte de Hughes las obras continuaron bajo la dirección del francés Lorenzo Chaprom. El muelle fue terminado en 1883 bajo el mando de Enrique Budge y W. R. Hughes, hijo del iniciador de los trabajos.